# Organisation des industries de défense (Iran)
Pour les articles homonymes, voir OID (homonymie) et Dio.
L’Organisation des industries de défense ou organisation des industries de la défense ou OID (en persan : Sasadjah (Sazemane Sanaye Defa) ; en anglais, Defense Industries Organization, ou DIO) est un conglomérat d'entreprises d'armement nationales iraniennes. 
Il remonte au règne du chah sous la forme d'entreprises distinctes. Ainsi, la fondation de la principale manufacture d'armes portatives remonte à l'entre-deux-guerres avec l'assistance technique de la manufacture de Brno. 
En 1943 (an 1322 du calendrier persan), l'arsenal iranien de Mosalassi entreprit la fabrication du pistolet mitrailleur PPSh-41 pour le compte de l'Armée rouge, grande consommatrice de cette catégorie d'arme au cours de la Seconde Guerre mondiale sous le nom de Modèle 1322. Ce PM iranien était mieux fini que l'original soviétique. Les premiers Modèles 1322 tiraient la cartouche 7,62 x 25 mm TT alors que ceux fabriqués après 1945 furent chambrés en 9 mm Parabellum.
L'OID nait vraiment en 1953. Les fournitures massives des États-Unis en avaient réduit la production en la limitant à quelques armes légères (HK G3 et MG3 notamment), la révolution iranienne entraînant la rupture avec les États-Unis suivie de la longue guerre Iran-Irak en accéléra le développement avec la négociation de licences chinoises auprès de Norinco ou russes pour équiper l'armée iranienne.  
En plus des armes à feu, l'OID fabriquait aussi en 2009 des avions de chasse, des chars d'assaut et des missiles. Enfin, les ingénieurs iraniens collaboraient aussi avec les arsenaux soudanais.

## Production
- Armes légères : Mauser iraniens, HK G3, Nakhjir, HK MP5, MG3
- Char de combat Type-72Z Safir-74

## Sources